# Lozove, Rozdilna
Lozove (în ucraineană Лозове) este un sat în comuna Rozdilna din raionul Rozdilna, regiunea Odesa, Ucraina.

## Demografie
Componența lingvistică a localității Lozove
     Ucraineană (82,05%)
     Rusă (12,82%)
     Română (5,13%)
Conform recensământului din 2001, majoritatea populației localității Lozove era vorbitoare de ucraineană (82,05%), existând în minoritate și vorbitori de rusă (12,82%) și română (5,13%).